# Naresh Malhotra
Pour les articles homonymes, voir Malhotra.
Naresh Malhotra est un réalisateur, assistant réalisateur et monteur indien de Bollywood.

## Carrière

### Réalisateur
- Dil Ka Rishta (2003)
- Kranti (2002)
- Achanak (1998)
- Dil Deewana Maane Na (1997)
- Yeh Dillagi (1994)

### Assistant réalisateur
- Parampara (1992)
- Chandni (1989)
- Duniya (1984)
- Doosara Aadmi (1977)
- Maa Aur Mamta (1970)
- Safar (1970)
- Sharafat (1970)
- Anokhi Raat (1968)